# 88 Walker Street
88 Walker Street es un rascacielos en el norte de Sydney, Australia. Diseñada por Fitzpatrick + Partners, la torre tiene una altura de 181 metros, lo que la convierte en el edificio más alto del distrito financiero central de North Sydney.

## Historia
Las obras de construcción del edificio, construido por la promotora inmobiliaria Billbergia y diseñado por el estudio de arquitectura Fitzpatrick + Partners, comenzaron en 2019 y finalizaron en 2023.  La empresa Ascott Limited, con sede en Singapur, compró el espacio hotelero de 252 habitaciones y abrió allí un hotel de cuatro estrellas de la marca Citadines.  LaSalle Investment Management adquirió por separado los espacios de oficinas a principios de 2022. 